# Факаофо
Факаофо — атол у південній частині Тихого океану, найпівденніший з трьох атолів Токелау. Один з варіантів назв — острів Боудича (особливо поширений в англомовній літературі). Загальна площа суші — близько 3 км ². Складається з численних моту (всього 69; 5 з них відносно великі). Моту розташовуються на кораловому рифі, оточуючи лагуну загальною площею 45 км ². Населення — 483 особи (перепис, 2006). 70 % з них є конгрегаціоналісти і 22 % — католиками.

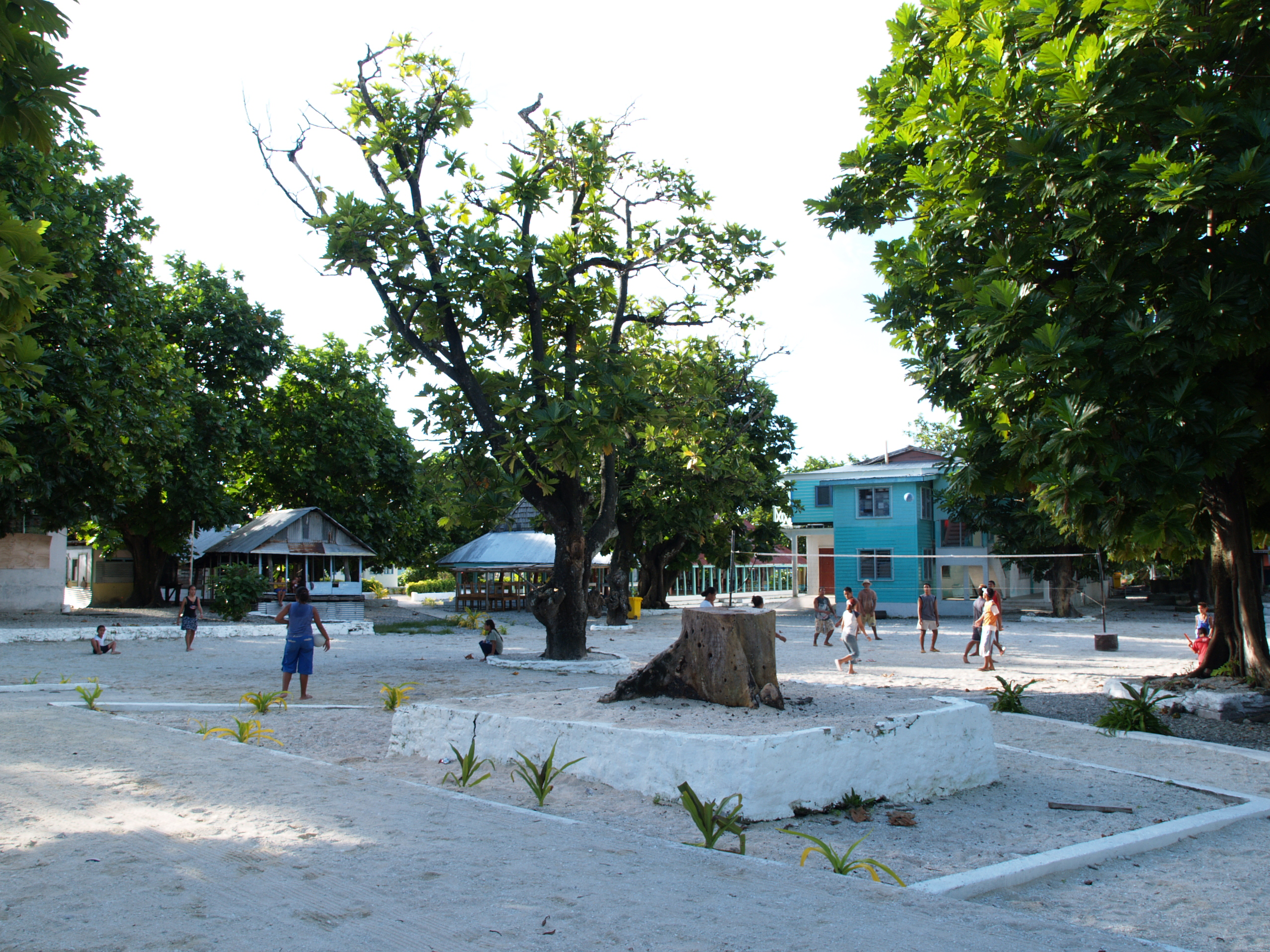
Площа в Факаофо Вілладж

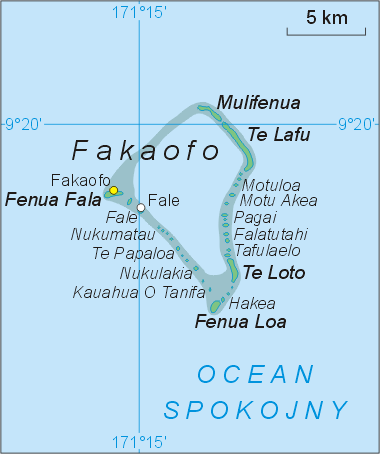
Карта атолу Факаофо

Адміністративним центром є Факаофо Вілладж на моту Фенуа Фала (це другий населений пункт на атолі, заснований в 1960). За 2 км від нього знаходиться найбільший населений пункт території — Фале на острові Фале. Найзначнішими моту атола є Теафуа, Нукуматау, Нукулакіа, Фену Лоа, Сауматафанга, Моту Акеа, Матангі, Лало і Муліфенуа.
Рада Старійшин Факаофо складається з жителів старше 60 років.
Вперше атол був описаний в 1841 Гораціо Хале, членом американської дослідницької експедиції. Він назвав цей атол на честь Натаніеля Боудича, автора відомої в англомовному світі книги про морську навігацію.
У селі на острові є кораловий монумент присвячений Туї Токелау, богу, якому поклоняються на атолі.